# Chéry-lès-Pouilly
Pour les articles homonymes, voir Chéry (homonymie).
Chéry-lès-Pouilly est une commune française située dans le département de l'Aisne, en région Hauts-de-France.

## Géographie
- 1Carte dynamique
- 2Carte OpenStreetMap
- 3Carte topographique

Chéry-lès-Pouilly est à une quinzaine de kilomètres au nord de Laon, à proximité de l'A26 reliant Saint-Quentin à Reims. La localité est traversée par une petite rivière, « la Buzelle », se jetant dans la Serre à Assis-sur-Serre.

### Hydrographie
La commune est située dans le bassin Seine-Normandie. Elle est drainée par le Rucher,.
Le Rucher, d'une longueur de 16 km, prend sa source dans la commune de Crépy et se jette  dans la Serre à Assis-sur-Serre, après avoir traversé cinq communes.

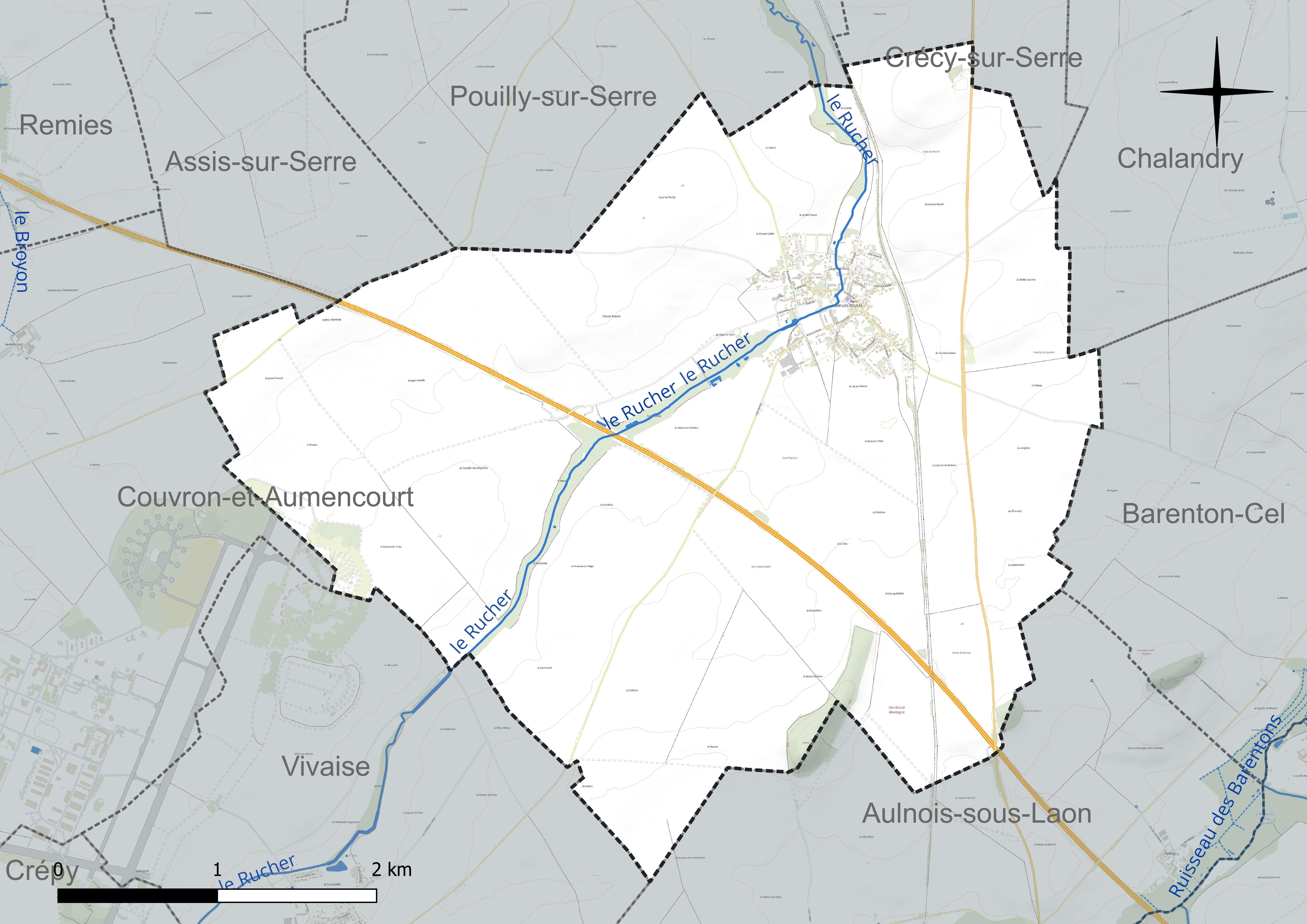
Réseau hydrographique de Chéry-lès-Pouilly.

### Climat
Pour des articles plus généraux, voir Climat des Hauts-de-France et Climat de l'Aisne.
En 2010, le climat de la commune est de type climat océanique dégradé des plaines du Centre et du Nord, selon une étude du CNRS s'appuyant sur une série de données couvrant la période 1971-2000. En 2020, Météo-France publie une typologie des climats de la France métropolitaine dans laquelle la commune est exposée à un climat océanique altéré et est dans la région climatique Nord-est du bassin Parisien, caractérisée par un ensoleillement médiocre, une pluviométrie moyenne régulièrement répartie au cours de l'année et un hiver froid (3 °C).
Pour la période 1971-2000, la température annuelle moyenne est de 10,4 °C, avec  une amplitude thermique annuelle de 15,1 °C. Le cumul annuel moyen de précipitations est de 727 mm, avec 11,6 jours de précipitations en janvier et 9,1 jours en juillet. Pour la période 1991-2020 la température moyenne annuelle observée sur la station météorologique la plus proche, située sur la commune d'Aulnois-sous-Laon à 5 km à vol d'oiseau, est de 11,0 °C et le cumul annuel moyen de précipitations est de 685,6 mm,. Pour l'avenir, les paramètres climatiques de la commune estimés pour 2050 selon différents scénarios d'émission de gaz à effet de serre sont consultables sur un site dédié publié par Météo-France en novembre 2022.

## Urbanisme

### Typologie
Au 1er janvier 2024, Chéry-lès-Pouilly est catégorisée commune rurale à habitat dispersé, selon la nouvelle grille communale de densité à 7 niveaux définie par l'Insee en 2022.
Elle est située hors unité urbaine. Par ailleurs la commune fait partie de l'aire d'attraction de Laon, dont elle est une commune de la couronne,. Cette aire, qui regroupe 106 communes, est catégorisée dans les aires de 50 000 à moins de 200 000 habitants,.

### Occupation des sols
L'occupation des sols de la commune, telle qu'elle ressort de la base de données européenne d'occupation biophysique des sols Corine Land Cover (CLC), est marquée par l'importance des territoires agricoles (93,7 % en 2018), une proportion sensiblement équivalente à celle de 1990 (94,1 %). La répartition détaillée en 2018 est la suivante : 
terres arables (93,7 %), zones urbanisées (2,9 %), forêts (2,3 %), zones industrielles ou commerciales et réseaux de communication (1,2 %).
L'évolution de l'occupation des sols de la commune et de ses infrastructures peut être observée sur les différentes représentations cartographiques du territoire : la carte de Cassini (XVIIIe siècle), la carte d'état-major (1820-1866) et les cartes ou photos aériennes de l'IGN pour la période actuelle (1950 à aujourd'hui).

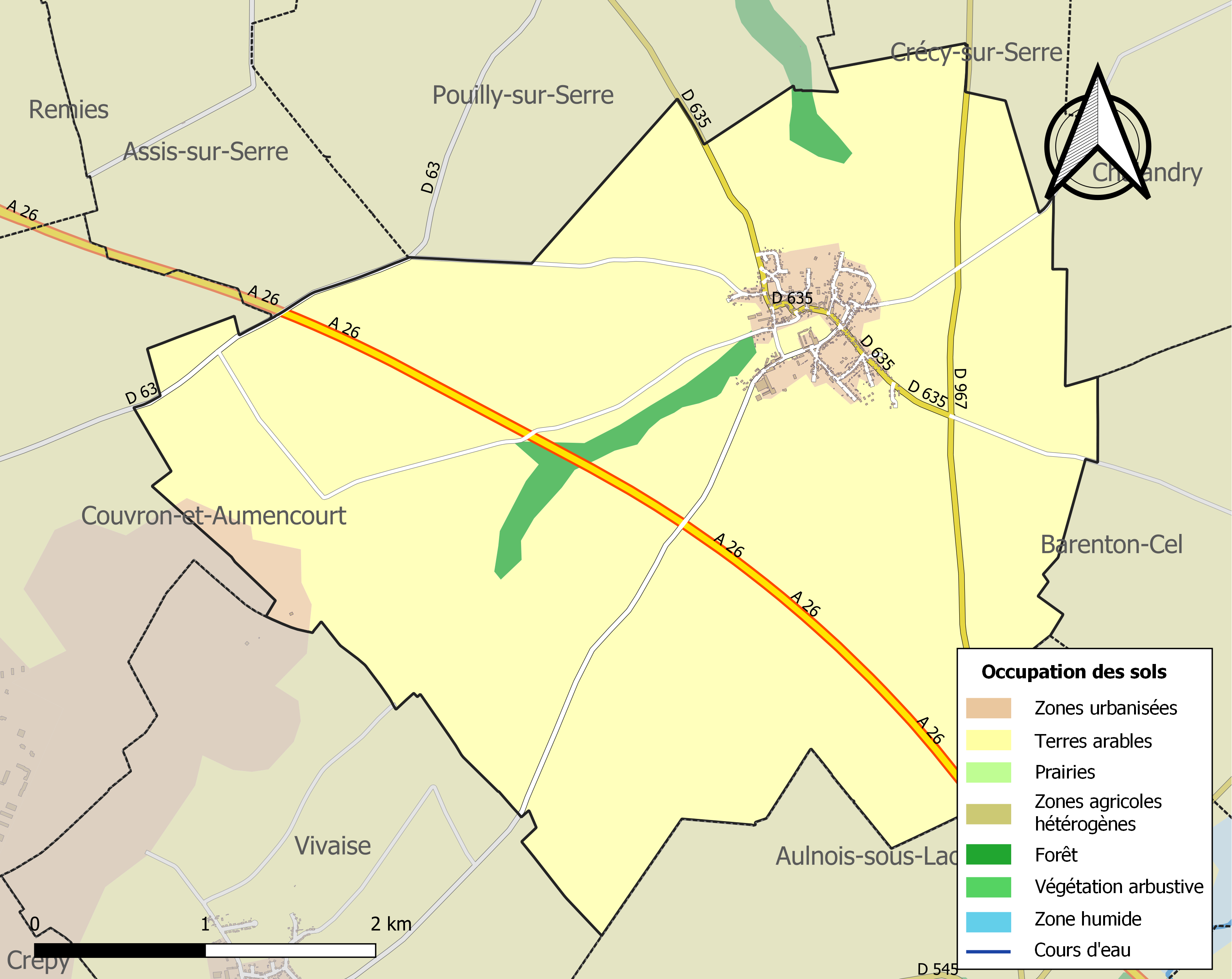
Carte des infrastructures et de l'occupation des sols de la commune en 2018 (CLC).

### Habitat et logement
En 2018, le nombre total de logements dans la commune était de 307, alors qu'il était de 295 en 2013 et de 280 en 2008.
Parmi ces logements, 92,1 % étaient des résidences principales, 1,5 % des résidences secondaires et 6,4 % des logements vacants. Ces logements étaient pour 99,7 % d'entre eux des maisons individuelles et pour 0 % des appartements.
Le tableau ci-dessous présente la typologie des logements à Chéry-lès-Pouilly en 2018 en comparaison avec celle de l'Aisne et de la France entière. Une caractéristique marquante du parc de logements est ainsi une proportion de résidences secondaires et logements occasionnels (1,5 %) inférieure à celle du département (3,5 %) mais supérieure à celle de la France entière (9,7 %). Concernant le statut d'occupation de ces logements, 81,9 % des habitants de la commune sont propriétaires de leur logement (82,3 % en 2013), contre 61,6 % pour l'Aisne et 57,5 pour la France entière.
| Typologie                                               | Chéry-lès-Pouilly | Aisne | France entière |
| ------------------------------------------------------- | ----------------- | ----- | -------------- |
| Résidences principales (en %)                           | 92,1              | 86,7  | 82,1           |
| Résidences secondaires et logements occasionnels (en %) | 1,5               | 3,5   | 9,7            |
| Logements vacants (en %)                                | 6,4               | 9,8   | 8,2            |

## Toponymie
Le nom ancien de ce village est Chiriacus

Le nom de la localité est attesté sous les formes Chiriacum-Villa (1065) ; Ciriacum (1145) ; Cheri (1193) ; Chiri (1198) ; Cheriacum (1230) ; Chery (1389) ; Chery-les-Pooilli (1405) ; Chery-les-Pooilly (1415) ; Chery-sur-Sère (1430) ; Chery-en-Laonnois (1504) ; Chery-les-Poilly (1536) ; Chery-en-Lannois (1554) ; Cherry (1586) ; Chery-en-Laonnois (1674) ; Cherie-en-Laonnois (1697) ; Chery-lez-Poilly (1709).

Chéry est le nom de trois villages de l'Aisne et d'un village du Cher, département où le patronyme se rencontre aussi, (latin Cariacum = « domaine de Carius »).
La préposition « lès » permet de signifier la proximité d'un lieu géographique par rapport à un autre lieu. En règle générale, il s'agit d'une localité qui tient à se situer par rapport à une ville voisine plus grande. La commune française de Chéry indique qu'elle se situe près de Pouilly-sur-Serre.

## Histoire
Le village a été desservi de 1888 à 1937 par la gare de Chéry-lès-Pouilly sur la ligne de Laon au Cateau.

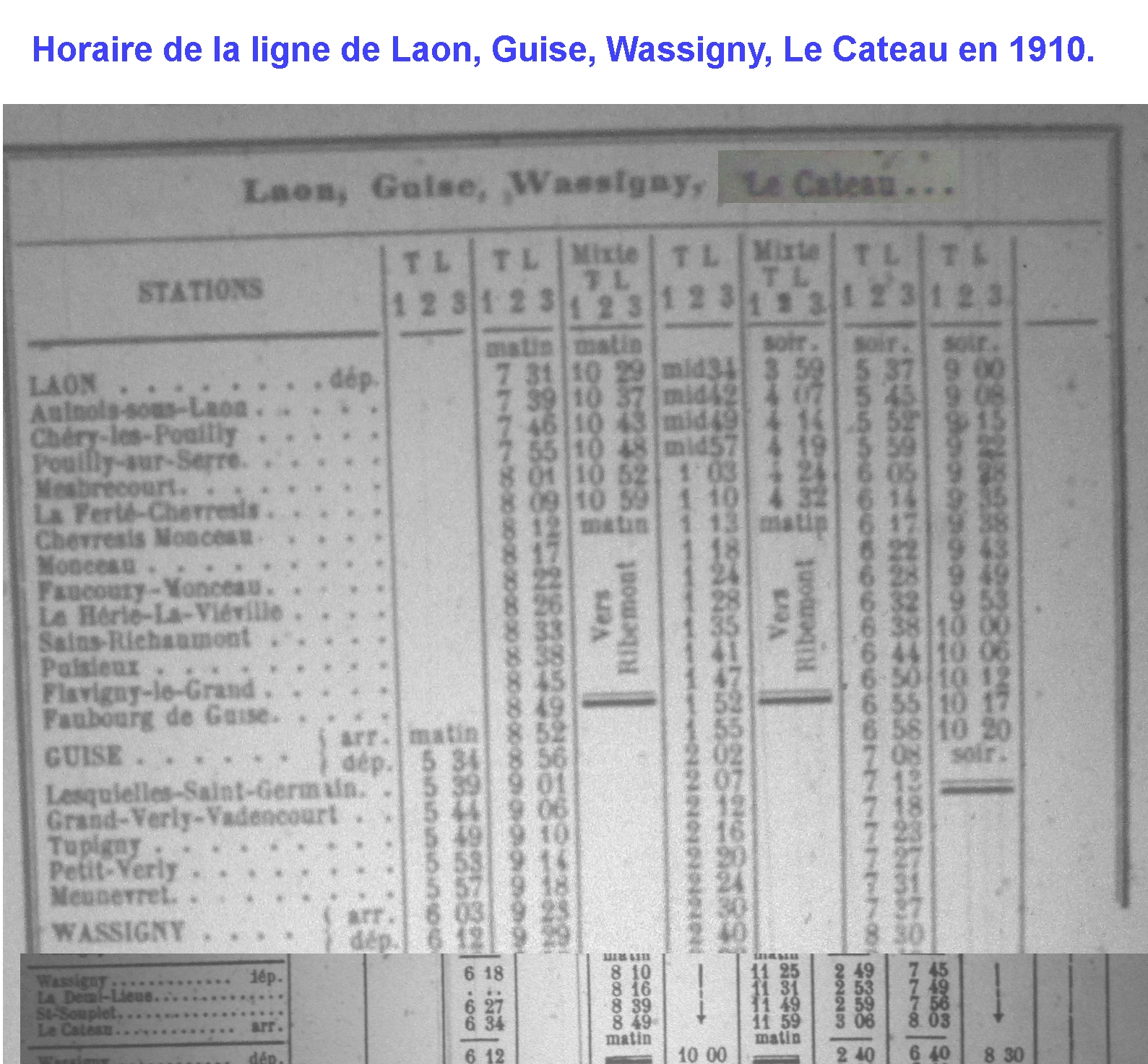

Le village a subi d'importantes destructions durant la Première Guerre mondiale et a  été décoré de la Croix de guerre 1914-1918, le 22 octobre 1920.

## Politique et administration

### Découpage territorial
La commune de Chéry-lès-Pouilly est membre de la communauté de communes du Pays de la Serre, un établissement public de coopération intercommunale (EPCI) à fiscalité propre créé le 17 décembre 1992 dont le siège est à Crécy-sur-Serre. Ce dernier est par ailleurs membre d'autres groupements intercommunaux.
Sur le plan administratif, elle est rattachée à l'arrondissement de Laon, au département de l'Aisne et à la région Hauts-de-France. Sur le plan électoral, elle dépend du  canton de Marle pour l'élection des conseillers départementaux, depuis le redécoupage cantonal de 2014 entré en vigueur en 2015, et de la première circonscription de l'Aisne  pour les élections législatives, depuis le dernier découpage électoral de 2010.

### Administration municipale
| Période                                  | Période                   | Identité                | Étiquette | Qualité |
| ---------------------------------------- | ------------------------- | ----------------------- | --------- | --- |
| Les données manquantes sont à compléter. |                           |                         |           | |
| avant 1981                               | 1983                      | Gilbert Cousin          | PCF       | |
| mars 1983                                | 1989                      | Marie-Josèphe Pélisséro |           | Institutrice en retraite                                                                                                   |
| mars 1989                                | mars 2001                 | Jean-Pierre Bécret      |           | Agriculteur en retraite |
| mars 2001                                | mars 2014                 | Jean-Marc Philips       | PS        | Retraité du ministère de la Justice                                                                                        |
| mars 2014                                | En cours (au 6 juin 2020) | Éric Bochet             | SE        | Ingénieur des travaux publics de l'État retraité Réélu pour le mandat 2020-2026 Suppléant de la députée Aude Bono-Vandorme |

## Équipements et services publics

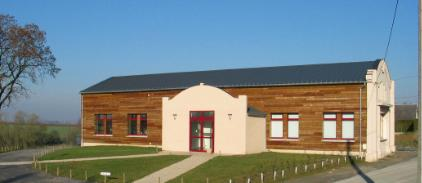
Salle communale (rénovée en 2004).
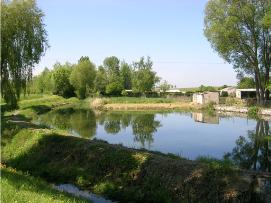
Étang du Pont d'Ham, relié au ruisseau de la Buzelle.

## Démographie
L'évolution du nombre d'habitants est connue à travers les recensements de la population effectués dans la commune depuis 1793. Pour les communes de moins de 10 000 habitants, une enquête de recensement portant sur toute la population est réalisée tous les cinq ans, les populations de référence des années intermédiaires étant quant à elles estimées par interpolation ou extrapolation. Pour la commune, le premier recensement exhaustif entrant dans le cadre du nouveau dispositif a été réalisé en 2005.

En 2022, la commune comptait 737 habitants, en évolution de +4,99 % par rapport à 2016 (Aisne : −1,97 %, France hors Mayotte : +2,11 %).
| 1793 | 1800 | 1806 | 1821 | 1831 | 1836 | 1841 | 1846 | 1851 |
| ---- | ---- | ---- | ---- | ---- | ---- | ---- | ---- | ---- |
| 396  | 515  | 519  | 603  | 670  | 732  | 762  | 796  | 750  |

| 1856 | 1861 | 1866 | 1872 | 1876 | 1881 | 1886 | 1891 | 1896 |
| ---- | ---- | ---- | ---- | ---- | ---- | ---- | ---- | ---- |
| 824  | 789  | 763  | 720  | 734  | 679  | 689  | 651  | 624  |

| 1901 | 1906 | 1911 | 1921 | 1926 | 1931 | 1936 | 1946 | 1954 |
| ---- | ---- | ---- | ---- | ---- | ---- | ---- | ---- | ---- |
| 621  | 605  | 612  | 563  | 546  | 611  | 562  | 628  | 635  |

| 1962 | 1968 | 1975 | 1982 | 1990 | 1999 | 2005 | 2006 | 2010 |
| ---- | ---- | ---- | ---- | ---- | ---- | ---- | ---- | ---- |
| 700  | 633  | 605  | 702  | 702  | 645  | 654  | 658  | 673  |

| 2015 | 2020 | 2022 | - | - | - | - | - | - |
| ---- | ---- | ---- | - | - | - | - | - | - |
| 702  | 726  | 737  | - | - | - | - | - | - |

## Culture locale et patrimoine

### Lieux et monuments
- Église Saint-Rémi, des XIIIe et XIVe siècles.

### Héraldique
| Blason de Chéry-lès-Pouilly | Blason  | De sinople au cheval cabré et contourné de sable* ; au chef tiercé en pal : au 1er d'azur à la fleur de lis d'or, au 2e d'argent au lion de gueules, au 3e de gueules au fer à cheval d'or. |
| Blason de Chéry-lès-Pouilly | Détails | Blason adopté par la municipalité. * Il y a là non-respect de la règle de contrariété des couleurs : ces armes sont fautives.                                                               |

## Pour approfondir